# Shinas
Shinas  (شناص in arabo), è una città costiera del nord dell'Oman vicino al confine con gli Emirati Arabi Uniti. La città conserva molti edifici tradizionali ed è molto attiva nella pesca, tanto da esportare i suoi prodotti nella vicina Dubai.